# Seinhuis Blauwkapel
Het seinhuis Blauwkapel of post T is een monumentaal seinhuis in de Nederlandse stad Utrecht. Het gebouw staat aan de spoorlijn Hilversum - Lunetten.
Het gebouw uit 1950 is een ontwerp van de Nederlandse Spoorwegen en is een voorbeeld van de wederopbouwarchitectuur. Ze is gewaardeerd als gemeentelijk monument. In 1997 waren er plannen om het seinhuis te slopen. In 2021 opende horeca in het seinhuis.